# Francisco Brandao
Fray Francisco Brandao o Francisco Brandão (Alcobasa, 11 de noviembre de 1601 - Lisboa, 28 de abril de 1680) fue cronista mayor del reino en 1649.
Publicó las partes quinta y sexta de Monarchia Lusytana, ambas sobre el reinado de D. Dionisio.
Fue uno de los editores del primer periódico de Portugal, la llamada Gazeta da Restauração.

## Biografía
Era sobrino de fray Antonio Brandao y de quien siguió los pasos, e hijo de Gaspar Salvado y de Ana Brandao.
Ingresó en la Orden del Císter el 25 de agosto de 1618 y profesó el 28 de agosto de 1619, tomando el nombre de Fray Francisco de Sant’Ana. Estudió teología en la Universidad de Coimbra, llegando a ser Doctor el 13 de abril de 1636. Además de otros títulos, fue nombrado Calificador del Santo Oficio el 27 de agosto de 1642 y Cronista Mayor del Reino por Carta del 9 de enero de 1644. 

## Obras
Fray Francisco Brandao está especialmente asociado a la Monarchia Lusytana iniciada por Bernardo de Brito, y continuada por su tío Antonio Brandao, principales cronistas que le precedieron en la publicación de las cuatro partes anteriores. Las partes séptima y octava serían continuadas por fray Rafael de Jesús y Fray Manuel dos Santos. Dividió el reinado de Dinisio I (d. Dinis) en dos partes, ambas de 23 años:
- Quinta Parte da Monarchia Lusitana (1650) - "que contém a história dos primeiros 23 anos del Rey D. Dinis..."
- Sexta Parte da Monarchia Lusitana(1672) - "que contém a historia dos últimos 23 anos del Rey D. Dinis..."